# Jan Aleksander Lipski
Pour les articles homonymes, voir Lipski.
Jan Aleksander Lipski armoiries Grabie (en), né le 15 juin 1690 à Olszyna en Grande-Pologne et mort le 20 février 1746 à Kielce, est un cardinal polonais du XVIIIe siècle.

## Biographie
Jan Lipski est chancelier de l'archevêque de Gniezno et vice-chancelier du royaume de Pologne. Il est élu évêque de Lutsk en 1732 et la même année évêque de Cracovie. C'est lui qui couronne le roi Auguste III de Pologne en 1734. Le pape Clément XII le crée cardinal lors du consistoire du 20 décembre 1737. Lipski ne participe pas au conclave de 1740 lors duquel Benoit XIV est élu.

### Sources
- Fiche du cardinal sur le site fiu.edu